# Hôtel Joubert-Bonnaire
L'Hôtel Joubert-Bonnaire est un hôtel particulier du XIXe siècle situé 12 rue Chevreul, dans la ville d'Angers, en Maine-et-Loire,.

## Histoire
Les façades, toitures, cour, jardin et le portail d'entrée sont inscrits au titre des monuments historiques en 1978.
Grand manufacturier angevin et homme politique, Joseph-François Joubert, marié à Françoise-Marie Bonnaire, marque sa réussite par la construction d'un bel hôtel particulier, proche de la place des Halles (place Louis-Imbach), encore centre du pouvoir dans ces premières années du XIXe siècle, avant d'être détrônée par la place du Ralliement.
Il avait succédé à son beau-père dans la production et le commerce des toiles et textiles. En 1790, il rachète les manufactures de toiles à voile d'Angers et de Beaufort. Grâce à son activité, la marine nationale peut équiper pendant la Révolution ses vaisseaux des ports de Brest et de Lorient. En 1802, il procurait du travail à 642 habitants de la ville et à 6 000 des campagnes. Le 25 septembre 1801, il est nommé maire d'Angers et se trouve l'un des premiers Angevins civils à recevoir la Légion d'honneur en septembre 1802. En 1807-1808, il devient député du Corps législatif. Sa fortune était évaluée à 400 000 francs en 1812.
Le 20 mars 1808, il passe contrat avec l'architecte Louis François pour la construction d'un hôtel particulier rue de Flore (rue Chevreul). Achevé en 1811, on sait grâce au dossier de construction conservé aux Archives municipales qu'il coûta 81 026 francs, sans compter l'acquisition des matériaux et leur charroi, pris en charge par le propriétaire lui-même, évalués à 20 500 francs. Le plan en est très classique, le logis étant entre cour et jardin. L'élévation comporte deux niveaux et cinq travées de fenêtres sur les façades principales. La façade sur la cour est ornée d'un ordre colossal formé de quatre colonnes ioniques supportant un fronton. Côté jardin, ce sont des pilastres qui encadrent les trois baies centrales. Les sculptures sont l'oeuvre de Pierre-Louis David, père de David d'Angers. Au rez-de-chaussée, le salon de compagnie s'ouvre dans l'axe du vestibule, au centre du bâtiment. C'est la pièce d'apparat de l'hôtel et comme telle, son décor de boiseries sculptées conçu par Louis François est particulièrement riche. Il est encore conservé. Ainsi avons-nous la chance de posséder à la fois le projet et l'oeuvre réalisée.
C’est la fille de Joseph François Joubert-Bonnaire, Anne Catherine épouse du manufacturier et négociant Frederic Moreau, qui en hérite. Anne Francoise Moreau, leur fille, en hérite à a son tour. Elle épouse le savant Raoul d’Estriché de Baracé (1810-1883). Leurs quatre enfants Anne, épouse de Georges Pabot du Chatelard, Marie, vicomtesse de Querhoënt, Georgette, épouse de Chéon et enfin Antonin de Baracé décident de le vendre en 1886.
A la fin du XIXe siècle et dans les années 1930, deux ailes sont ajoutées au corps principal par la banque Bougère, raccordées aux communs transformés en bureaux. Depuis 1975, l'hôtel est une annexe de la mairie. Il a été inscrit à l'inventaire supplémentaire des monuments historiques le 7 juillet 1978. Au cours de sa carrière, Louis François, dit François père pour le distinguer de ses fils François-Dainville et François-Villers - également architectes - fut "architecte ordinaire de la préfecture" et "architecte de la cathédrale". Il restaura l'ancien hôtel de ville d'Angers pour l'approprier en Cour d'appel.